# Ladislav Troják
Ladislav Troják (n. 15 iunie 1914, Kassa, Austro-Ungaria – d. 8 noiembrie 1948, Canalul Mânecii) a fost un jucător de hochei pe gheață ce a reprezentat Cehoslovacia, medaliat olimpic. A participat la 2 ediții ale Jocurilor Olimpice (1936, 1948) în care a câștigat o medalie de argint.